# هینک فایمون
هینِک فایمون (چکی: Hynek Fajmon؛ زادهٔ ۱۷ مهٔ ۱۹۶۸) سیاستمدار اهل کشور جمهوری چک است که بین سال‌های ۲۰۰۴ تا ۲۰۱۴ به‌عنوان عضو پارلمان اروپا با حزب دموکرات مدنی، بخشی از دموکرات‌های اروپا، و عضو کمیته بودجه پارلمان اروپا بود.